# Pactopus horni
Pactopus horni är en skalbaggsart som beskrevs av Leconte 1868. Pactopus horni ingår i släktet Pactopus och familjen småknäppare. Inga underarter finns listade i Catalogue of Life.